# Sydney Samuel Hough
Sydney Samuel Hough (* 11. Juni 1870 in Stoke Newington; † 8. Juli 1923 in England) war ein britischer Astronom.
Hough besuchte das Christ’s Hospital in London und studierte am St. John’s College in Cambridge, dessen Fellow er wurde.
Er wurde danach zunächst Hauptassistent von David Gill am Königlichen Observatorium am Kap der Guten Hoffnung in Südafrika, dessen Direktor er von 1907 bis 1923 war. Hough war ein hervorragender Mathematiker mit anfangs wenig praktischer astronomischer Erfahrung, er lernte aber unter Gill schnell dazu und setzte dessen Arbeiten an Sternkarten (Carte du Ciel, mit Koordinaten von über 20.000 Sternen) fort.
Hough war seit 1902 Fellow der Royal Society und 1908 erster Präsident der Royal Society of South Africa. Hough befasste sich vor allem mit der Theorie der Gezeiten.